# Correspondència comercial
La correspondència comercial és el conjunt de comunicacions escrites el contingut de les quals està relacionat amb operacions comercials o mercantils: compravenda, propaganda, moviments interns d'empresa, etc.
La carta comercial és la base d'un percentatge elevadíssim de les transaccions comercials. Òbviament, l'habilitat per escriure una bona carta és un requisit indispensable per tota aquella persona que tengui intenció d'entrar al món dels negocis o bé de treballar-hi.

## Característiques de la correspondència comercial

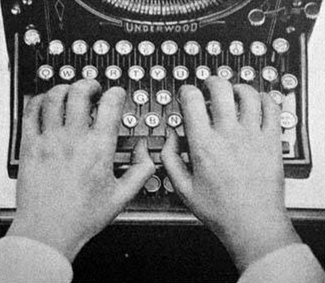
Màquina d'escriure.

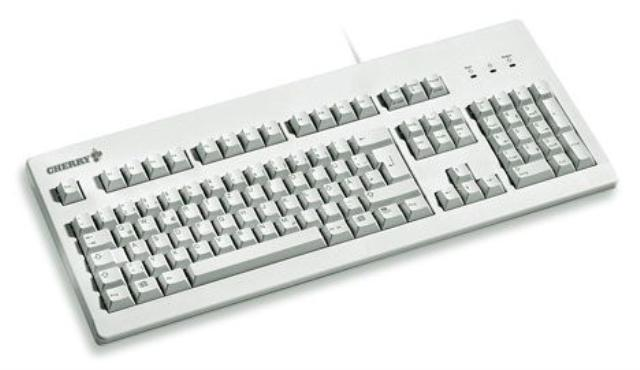
Teclat d'ordinador.

La correspondència comercial té un paper importantíssim en les relacions comercials de l'empresa i ha de seguir una sèrie de normes:
- Que sigui fàcil d'entendre
- Que hi hagi una exposició clara i ordenada dels temes
- Que eviti paraules excessives
- Que sigui clara amb els motius de la comunicació

Quan es volen dur a la pràctica aquestes normes s'ha de tenir sempre present: 
- No cometre faltes d'ortografia
- Fer servir un vocabulari ampli
- Tractar els diferents temes independentment
- Evitar el pleonasme
- Evitar un ús excessiu del gerundi
- Evitar frases amb formulismes

## Parts de la carta comercial
- Començ: format per la capçalera, destinatari, referències, tema i data
- Contingut: part central de la carta, format per la salutació i el text de la lletra
- Final: el formen la frase de comiat, l'antesignatura, la signatura i, si escau, l'annex i la postdata

## Classificació de les cartes comercials
| Carta de reports    | Reports comercials, personals, etc.                                                                                                 |
| Carta de comanda    | Petició d'informació, comanda pròpiament dita, acceptació o modificació de comanda, canvi de les condicions o denegació de comanda. |
| Carta de reclamació | Reclamació de comanda (perquè no ha arribat, articles en mal estat, condicions diferents a les pactades, etc.)                      |
| Reports personals   | Per demanar informació de possibles treballadors a altres empreses on hagin treballat.                                              |

## Estils de les cartes comercials
Modern
Es caracteritza per la senzillesa de la seva distribució. Les parts de la carta comercial comencen al marge esquerre i no es deixa gens de sagnat.
Modern modificat
És molt semblant a l'estil modern, però l'apartat del destinatari se situa a la banda dreta. El comiat i la signatura se situen des del centre de la carta cap al marge dret.
Professional
Només se sagna la salutació i el començament de cada paràgraf. Se sagna de 2 a 3 cm o de 7 a 10 pulsacions de l'espaiador. L'apartat destinatari se situa a la dreta. El comiat i la signatura s'escriuen, o bé al marge dret, o bé des del centre de la carta cap a la dreta.
Evolucionat
S'eliminen la salutació i el comiat i la resta d'elements es distribueixen seguint qualsevol dels altres estils.